# Exposición Universal de Bruselas (1910)
La Exposición Universal de Bruselas (1910) tuvo lugar del 23 de abril al 7 de noviembre de 1910 en Bruselas, Bélgica.

## Datos
- Superficie: 90 hectáreas.
- Países participantes: 25.
- Visitantes: 13.000.000.
- Coste de la Exposición: 3.550.000 $.